# Ігнатов Михайло Олександрович
Михайло Олександрович Ігнатов (рос. Михаи́л Алекса́ндрович Игна́тов, нар. 4 травня 2000, Москва, Росія) — російський футболіст, півзахисник московського «Спартака».

## Ігрова кар'єра

### Клубна
Михайло Ігнатов є вихованцем московського футболу. У віці семи років він вступив до футбольної школи столичного клубу ЦСКА. Пізніше він перейшов до школи «Спартака».
З 2016 року Ігнатов виступав за молодіжну команду «Спартака», з якою став переможцем національної першості у сезоні 2016/17 та взяв участь у Юнацькій лізі. У січні 2018 року футболіст проходив зимові збори у складі фарм - клуба «Спартак-2», а вберезні 2018 року дкбютував у турнірі ФНЛ. Літні збори 2018 року Ігнатов проводив з першою командою і потрапив до заявки команди на матчі Ліги Європи. 20 вересня 2018 року у матчі Ліги Європи проти австрійського «Рапіда» Ігнатов дебютував у першій команді. 23 вересня відбулася перша гра футболіста у чемпіонаті Росії.
З діта 2021 року Михайло Ігнатов став повноцінним гравцем основи. У 2022 року допоміг команді виграти Кубок країни. У січні 2022 року футболіст продовжив контракт з клубом до травня 2025 року. За результатами сезону 2021/22 за опитуванням фанатів Ігнатов був визнаний кращим молодим гравцем клуба у сезоні.

### Збірна
З 2016 року Михайло Ігнатов виступав за юнацькі збірні Росії. Провів вісім матчів у складі молодіжної збірної. У березні 2023 року потрапив до розширеного списку національної збірної на учбово-тренувальні збори.

## Титули
Спартак (М)
 Переможець Кубка Росії: 2021/22
 Срібний призер чемпіонату Росії: 2020/21
 Бронзовий призер чемпіонату Росії: 2022/23